# Irene Sharaff
Irene Sharaff, född 23 januari 1910 i Boston, Massachusetts, död 10 augusti 1993 i New York, var en amerikansk scenograf och kostymdesigner. Under sin karriär vann hon en Tony Award för bästa kostym för Kungen och jag samt fem Oscars för bästa kostym för filmerna An American in Paris (1951), Kungen och jag (1956), West Side Story (1961), Cleopatra (1963) och Vem är rädd för Virginia Woolf? (1966). 

## Karriär
Irene Sharaff föddes i Boston och studerade på New York School of Fine and Applied Arts, Arts Students League och L’Académie de la Grande Chaumière i Paris. Hon arbetade därefter som modeillustratör på Vogue och Harper's Bazaar innan hon gjorde sitt första jobb som kostymör och scendesigner i Eva Le Galliennes uppsättning av Alice i Underlandet. Hennes arbete uppmärksammades av Irving Berlin som kontrakterade Sharaff för arbete på hans revy As Thousands Cheer; därefter följde uppdrag för flera Broadwaymusikaler av Richard Rodgers och Lorenz Hart samt för Kurt Weill. 1935 blev Sharaff den första amerikanska designern som anställdes av ryska baletten och hon skulle därefter även arbeta som kostymdesigner och scenograf för New York City Ballet och American Ballet Theater.
Producenten Arthur Freed lockade med sig Sharaff till Hollywood, där hon kom att samarbeta ofta med regissören Vincente Minelli på hans musikaler (däribland Vi mötas i St. Louis och Ziegfeld Follies). När Minelli, Freed och Gene Kelly behövde en scenograf och kostymör för balettsekvensen i An American in Paris var hon deras förstahandsval; hennes arbete på filmen gav henne sedan hennes första Oscar. På 1950-talet flyttade Sharaff tillbaka till New York och arbetade främst som scenograf och kostymör för Broadway, där hennes användande av thailändskt siden i Kungen och jag skapade en trend inom modevärlden och gav henne en Tony Award för bästa kostym. Några år senare designade hon kostymerna för filmversionen av musikalen, och vann sin andra Oscar för bästa kostym.
Sharaff fortsatte att arbeta med filmproduktioner parallellt med teaterprojekten, främst filmmusikaler som hade den budget hon blivit van att arbeta med. Under 1960-talet vann hon ytterligare tre Oscars för bästa kostym för West Side Story, Cleopatra och Vem är rädd för Virginia Woolf?.
Irene Sharaff avled den 10 augusti 1993 av hjärtsvikt och komplikationer från emfysem.

## TDF/Irene Sharaff Awards
1993 instiftades TDF/Irene Sharaff Awards för att belöna insatser inom kostymdesign, inom fem olika kategorier. Priset TDF/Irene Sharaff Lifetime Achievement tilldelas en designer som under sin karriär har "utmärkt sig inom området och bemästrat konsten att designa kostym för teater, opera, dans eller film"; det allra första priset tilldelades Irene Sharaff själv.

## Oscarsnomineringar
Samtliga nomineringar och vinster är för Bästa kostym, om inget annat anges.
| Vinster - 1951 - An American in Paris - 1956 - Kungen och jag - 1961 - West Side Story - 1963 - Cleopatra - 1966 - Vem är rädd för Virginia Woolf? | Nomineringar - 1953 - Call Me Madam - 1954 - En stjärna föds (Bästa kostymdesign och Bästa scenografi) - 1954 - Brigadoon - 1955 - Pysar och sländor - 1959 - Porgy and Bess - 1960 - Can-Can - 1961 - Flower Drum Song - 1967 - Så tuktas en argbigga - 1969 - Hello, Dolly - 1977 - På andra sidan midnatt |

## Filmografi (i urval)
| - 1981 - Mommie Dearest - 1977 - På andra sidan midnatt - 1969 - Hello, Dolly - 1968 - Funny Girl - 1967 - Så tuktas en argbigga - 1966 - Vem är rädd för Virginia Woolf? - 1965 - Het strand - 1963 - Cleopatra - 1961 - West Side Story - 1956 - Kungen och jag - 1955 - Pysar och sländor - 1954 - En stjärna föds (sekvensen Born in a trunk) - 1954 - Brigadoon - 1951 - An American in Paris | - 1948 - Vilda toner - 1948 - Gift er flickor - 1947 - Här kommer en annan - 1947 - Ängel på prov - 1946 - Ziegfeld Follies - 1946 - Den mörka spegeln - 1946 - De bästa åren - 1945 - Turister i paradiset - 1944 - Amor Amor - 1944 - Här kommer folket - 1944 - Genom eld och vatten - 1944 - Vi mötas i St. Louis - 1943 - Vi i vilda västern - 1943 - Han som gjorde't - 1943 - Madame Curie |